# Ethmostigmus albidus
Ethmostigmus albidus är en mångfotingart som först beskrevs av Tömösváry 1885.  Ethmostigmus albidus ingår i släktet Ethmostigmus och familjen Scolopendridae.
Artens utbredningsområde är Singapore. Inga underarter finns listade i Catalogue of Life.